# Canaman
Canaman ist eine philippinische Stadtgemeinde in der Provinz Camarines Sur. Es wird Bikolano, Filipino/Tagalog und Englisch gesprochen.
Die Stadtgemeinde Canaman liegt zentral in der Provinz Camarines Sur auf der Insel Luzon. Die Stadtgemeinde Canaman grenzt im Norden an die Gemeinde Magarao, im Süden an die Gemeinden Camaligan und Gainza, im Osten an Naga City, im Westen an die Gemeinden Libmanan und Pamplona und im Südwesten an den Bicol-Fluss. Canaman ist von Nord bis Süd 6 km breit, und vom Osten bis in den Westen 14 km lang.

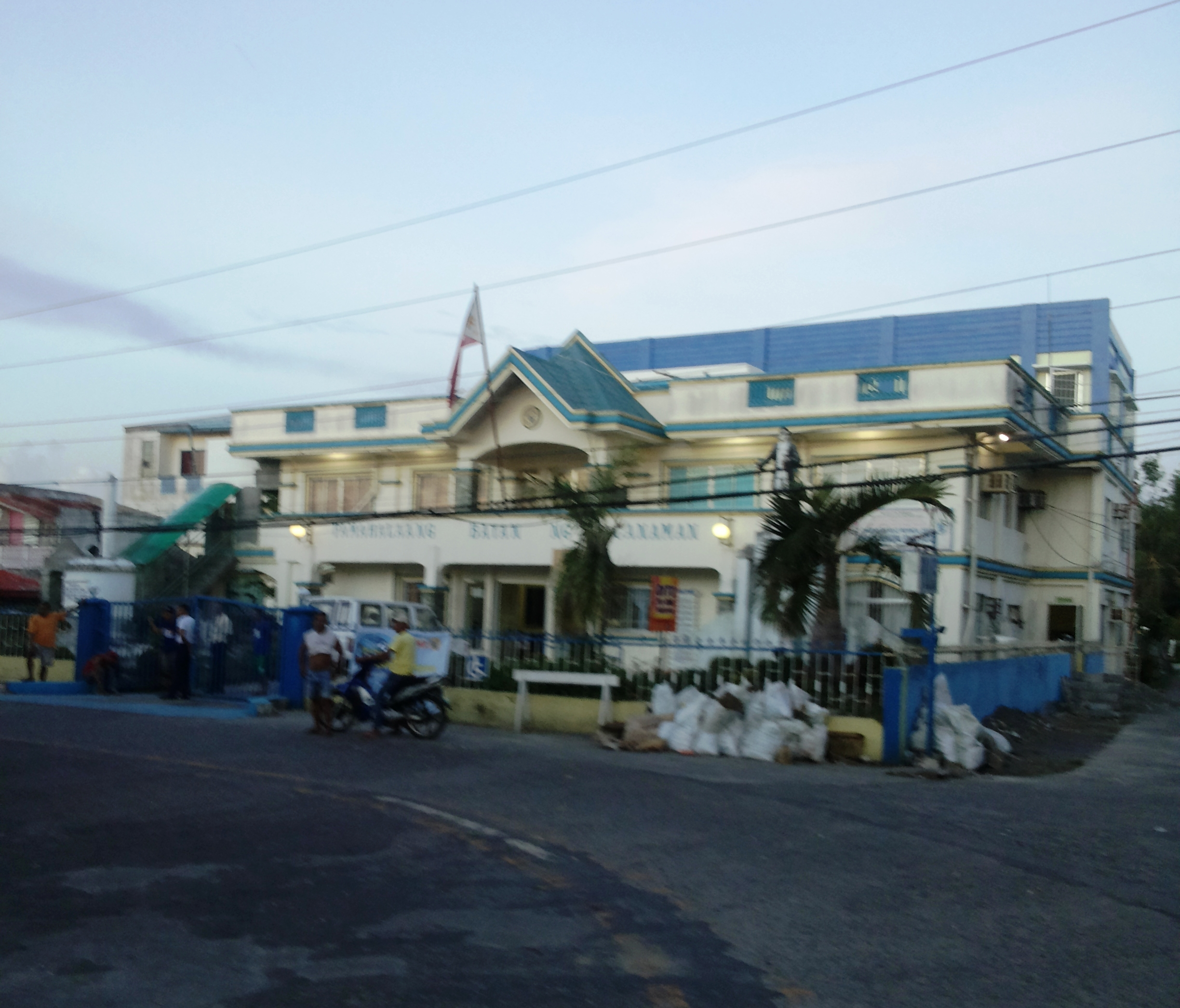
Das Rathaus von Canaman

Die Stadtgemeinde von Canaman besteht aus 24 Barangays. Neun von ihnen sind städtische Barangays, während die restlichen fünfzehn landwirtschaftliche Barangays sind. Ein großer Teil der Bevölkerung lebt vom Reisanbau.
Der Name Canaman entspringt dem Wort Kana, das „Baumaterialien“ bedeutet. Es wird lokativ verbunden mit dem Suffix -man; damit entsteht dann ein Wort, das einen „Platz anzeigt“, in dem es „Baumaterialien“ gibt.

## Barangays
Die Stadtgemeinde Canaman ist unterteilt in 24 Barangays:
| Barangay      | Einwohner | Haushalte |
| ------------- | --------- | --------- |
| Baras         | 2.226     | 431       |
| Del Rosario   | 3.000     | 585       |
| Dinaga        | 1.569     | 298       |
| Fundado       | 387       | 69        |
| Haring        | 1.983     | 395       |
| Iquin         | 752       | 143       |
| Liñaga        | 424       | 80        |
| Mangayawan    | 1.380     | 260       |
| Palo          | 651       | 105       |
| Pangpang      | 875       | 177       |
| Poro          | 1.339     | 246       |
| San Augustin  | 2.095     | 402       |
| San Francisco | 832       | 167       |
| San Jose Ost  | 358       | 66        |
| San Jose West | 380       | 64        |
| San Juan      | 241       | 55        |
| San Nicolas   | 761       | 129       |
| San Roque     | 762       | 135       |
| San Vicente   | 2.535     | 476       |
| Sta. Cruz     | 1.169     | 234       |
| Sta. Teresita | 1.113     | 191       |
| Sua           | 802       | 132       |
| Talidtid      | 788       | 139       |
| Tibgao        | 1.297     | 236       |